# رانس

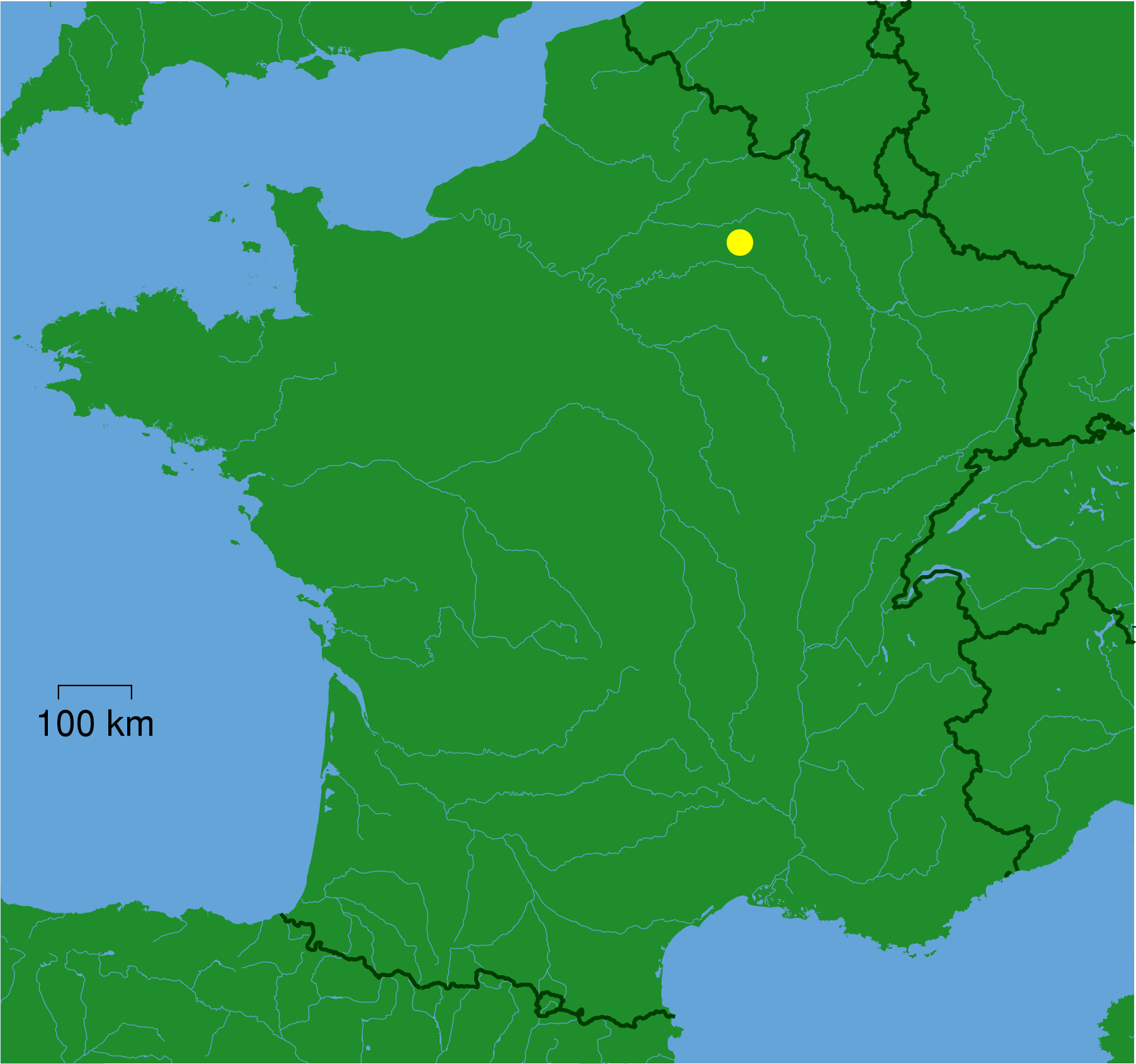
موقع رانس

رانس (بالفرنسية: Reims) مدينة تقع في مقاطعة شامبانيا أردين في شمال فرنسا، وتقع على بعد 144 كلم شمال شرق باريس. تأسست قبل مئات السنين، في أثناء الإمبراطورية الرومانية. أثرت المدينة بشكل كبير على التاريخ الفرنسي حيث كانت المكان الذي اعتلى فيه ملوك فرنسا على العرش.
تعتبر المدينة غالباً عاصمة لمنطقة شامبانيا، وهي محافظة فرنسية قديمة صنعت فيها الشامبانيا لأول مرة. ولكن رانس الآن هي أكبر مدن المنطقة. في عام 1999، بلغ عدد سكانها 187206 نسمة. مساحتها 46.9 كم2. ومن أهم معالمها دير القديس ريمي.

## توأمة
لرانس اتفاقيات توأمة مع كل من:
- آخن (28 يناير 1967 - )
- مقاطعة أرلنغتون
- فلورنسا
- برازافيل
- كانتربيري
- سالزبورغ (1964 - )
- كوتنا هورا
- مكناس
- أرلينغتون

## أعلام
- روبيرت جونكويت
- ميشيل لبلون
- موريس هالبواكس
- أندريه تاسين
- إدوارد مارسيل
- لويجي موسو
- شيلديبيرت الأول
- موريس بريفوست
- يوحنا دي لاسال
- ماري من غيس
- روجيه كايوا
- محيي الدين مخيسي
- أدولف دي أرتشياك: جيولوجي وعالم أحفوريات فرنسي ولد في 24 سبتمبر 1802 في مدينة رانس وتوفي في 24 ديسمبر 1868 في باريس.

## وصلات خارجية
- الموقع الرسمي